# ジョエル・ヘイスティングス・メトカーフ
| 525 アデレード         | 1908年10月21日 |
| 581 タウントニア       | 1905年12月24日 |
| 599 ルイーザ           | 1906年4月25日  |
| 600 ムーサ             | 1906年6月14日  |
| 602 マリアンナ         | 1906年2月16日  |
| 603 ティマンドラ       | 1906年2月16日  |
| 604 テクメッサ         | 1906年2月16日  |
| 611 ヴァレリア         | 1906年9月24日  |
| 620 ドラコニア         | 1906年10月26日 |
| 622 エステル           | 1906年11月13日 |
| 636 エリカ             | 1907年2月8日   |
| 637 クリソテミス       | 1907年3月11日  |
| 638 モイラ             | 1907年5月5日   |
| 645 アグリッピナ       | 1907年9月13日  |
| 653 ベレニケ           | 1907年11月27日 |
| 655 ブリセイス         | 1907年11月4日  |
| 660 クレスケンティア   | 1908年1月8日   |
| 661 クロエリア         | 1908年2月22日  |
| 662 ニュートニア       | 1908年3月30日  |
| 673 エッダ             | 1908年9月20日  |
| 675 リュドミラ         | 1908年8月30日  |
| 690 ヴラティスラヴィア | 1909年10月16日 |
| 691 リーハイ           | 1909年12月11日 |
| 694 エカルド           | 1909年11月7日  |
| 695 ベラ               | 1909年11月7日  |
| 696 レオノーラ         | 1910年1月10日  |
| 726 ジョエラ           | 1911年11月22日 |
| 729 ワトソニア         | 1912年2月9日   |
| 736 ハーバード         | 1912年11月16日 |
| 737 アレキパ           | 1912年12月7日  |
| 739 マンデヴィル       | 1913年2月7日   |
| 740 カンタビア         | 1913年2月10日  |
| 741 ボトルフィア       | 1913年2月10日  |
| 747 ウィンチェスター   | 1913年3月7日   |
| 755 クィンティルラ     | 1908年4月6日   |
| 756 リリアナ           | 1908年4月26日  |
| 757 ポートランディア   | 1908年9月30日  |
| 767 ボンディア         | 1913年9月23日  |
| 784 ピッカリンギア     | 1914年3月20日  |
| 792 メトカルフィア     | 1907年3月20日  |
| 1345 ポトマック        | 1908年2月4日   |

ジョエル・ヘイスティングス・メトカーフ（Joel Hastings Metcalf, 1866年1月4日 - 1925年2月23日）は、アメリカの天文学者。メトカルフとも表記される。

## 人物
1892年にハーバード神学校を卒業し、牧師のユニテリアン主義者としてバーモント州のバーリントンに住んだ。その後はマサチューセッツ州のタウントンや同州ウィンチェスターなどを転々とし、最終的にはメーン州のポートランドに住み着いた。なお、彼は生涯で2つの彗星（23P/ブローセン・メトカーフ彗星・97P/メトカーフ・ブルーイントン彗星）を発見し、41個の小惑星を発見した。 
小惑星番号(792)のメトカルフィアは、メトカーフ自身で発見し、自分の名前から命名した。